# Mvengue
Mvengue est une commune du Cameroun située dans la région du Sud et le département de l'Océan.

## Population
Lors du recensement de 2005, la commune comptait 17 757 habitants, dont 1 326 pour Mvengue proprement dit.

## Chefferies traditionnelles
L'arrondissement de Mvengué compte quatre chefferies traditionnelles de 2e degré :
- 837 : Groupement Mvog Tsoung Mballa
- 838 : Groupement Enoah Yanda Ouest
- 839 : Groupement Yanda Nord
- 840 : Groupement Enoah Yanda Centre

## Organisation
Outre Mvengue et ses quartiers, la commune comprend  :
- Abam
- Adouman
- Akié

Nsam
Medzobo
- Akok Mvog Belinga
- Akom
- Ating-Etom
- Atinzam
- Awanda
- Bembe
- Bikoe I

Bikoe II
Bikoe-si
- Bikop
- Ebayega
- Ebom centre
- Elon
- Ka'an I

Ka'an II
- Koulounganga I

Koulounganga II
- Mekom
- Melen
- Melondo
- Menganda I

Menganda II
- Minkan I

Minkan II
- Minkougou
- Ndzibetono
- Nkoala'a I

Nkoala'a II
- Nkoambe
- Nkolmendim I
- Nkolmending II
- Nkolatom
- Nyamfende
- Okarobele
- Okoga
- Wom

Mvengue 3
Mvengue II
Mvengue centre